# Lismore (Schottland)

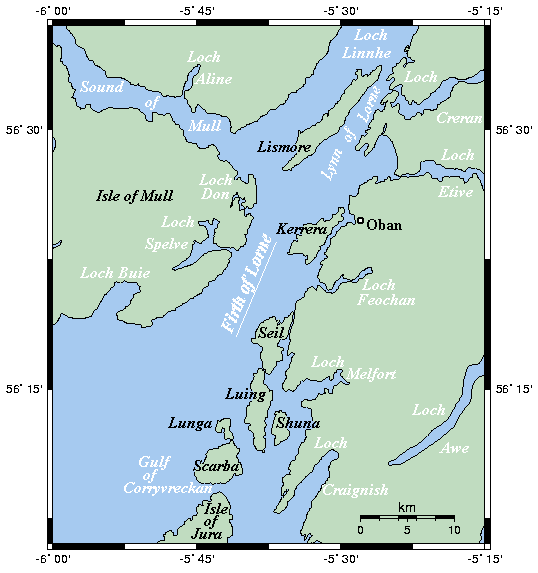
Karte

Lismore (schottisch-gälisch: Lios Mòr, deutsch: „Großer Garten“) ist eine Insel an der schottischen Westküste. Sie liegt im Loch Linnhe und ist rund 16 Kilometer lang und etwa zwei Kilometer breit. Lismore gehört zur traditionellen Grafschaft Argyll beziehungsweise zum Verwaltungsbezirk Argyll and Bute. Der höchste Berg ist der 127 Meter hohe Barr Mòr.

## Bevölkerung
Auf der Insel leben etwa 160 Menschen, die überwiegend Schottisch-Gälisch sprechen. Die meisten Bewohner arbeiten auf dem Festland, da in der Landwirtschaft nur noch wenige Arbeiter benötigt werden und der Steinbruch geschlossen wurde. Im Mittelalter war die Insel ein Zentrum, weil man Zugang zum Meer hatte. Im 17. Jahrhundert lebten noch rund 1500 Menschen auf der Insel. Heute ist die geografische Lage aber eher isoliert, so dass viele, insbesondere junge Menschen, abwandern. Daher liegt das mittlere Alter über dem Landesdurchschnitt.
Ein Grund hierfür ist auch die mangelhafte Bildungsinfrastruktur. Die Kinder können nur in Oban zur Oberschule gehen und kehren nach dem Schulabschluss oft nicht mehr zurück. Die Zuwanderung wird auch durch hohe Immobilienpreise behindert, die einen Umzug auf die Insel unattraktiv machen.

## Geschichte
Eine polierte Steinaxt aus der Jungsteinzeit (etwa 3500 v. Chr.) von großer Handwerkskunst wurde 1974 gefunden. Aus der Bronzezeit gibt es 14 Cairns, die meisten davon im Südwesten der Insel, mit Ausnahme von Cnoc Aingeal (Fire Hill) fünf Kilometer von der Nordspitze der Insel. Sie sind weitgehend unberührt.
Aus der Eisenzeit stammen sechs Duns (Dun Chruban, Dun Fiart, Sean Dun, Dun Slochd ein Bhridhe, Dun Chuilean, Dun Mor und Dun Chillchearan) und der Broch von Tirefour. Im Jahre 562 kamen christliche Missionare auf die Insel. Noch heute gehen drei Familiennamen der Einheimischen auf die Missionare zurück. Um 1150 wurde Lismore Verwaltungssitz des Bistums Argyll und blieb dies 350 Jahre. Die heutige Kirche ist ein Teil der mittelalterlichen Kathedrale. Ein Geistlicher der Kathedrale verfasste im 16. Jahrhundert das Leabhar Deathan Lios Mòir, (schottisch-gälisch Das Buch des Dekans von Lismore).

## Infrastruktur
Es gibt auf der Insel wenige öffentliche Einrichtungen. Das einzige Geschäft im Dorf ist die Post, der auch ein Warenladen angeschlossen ist.

### Verkehr

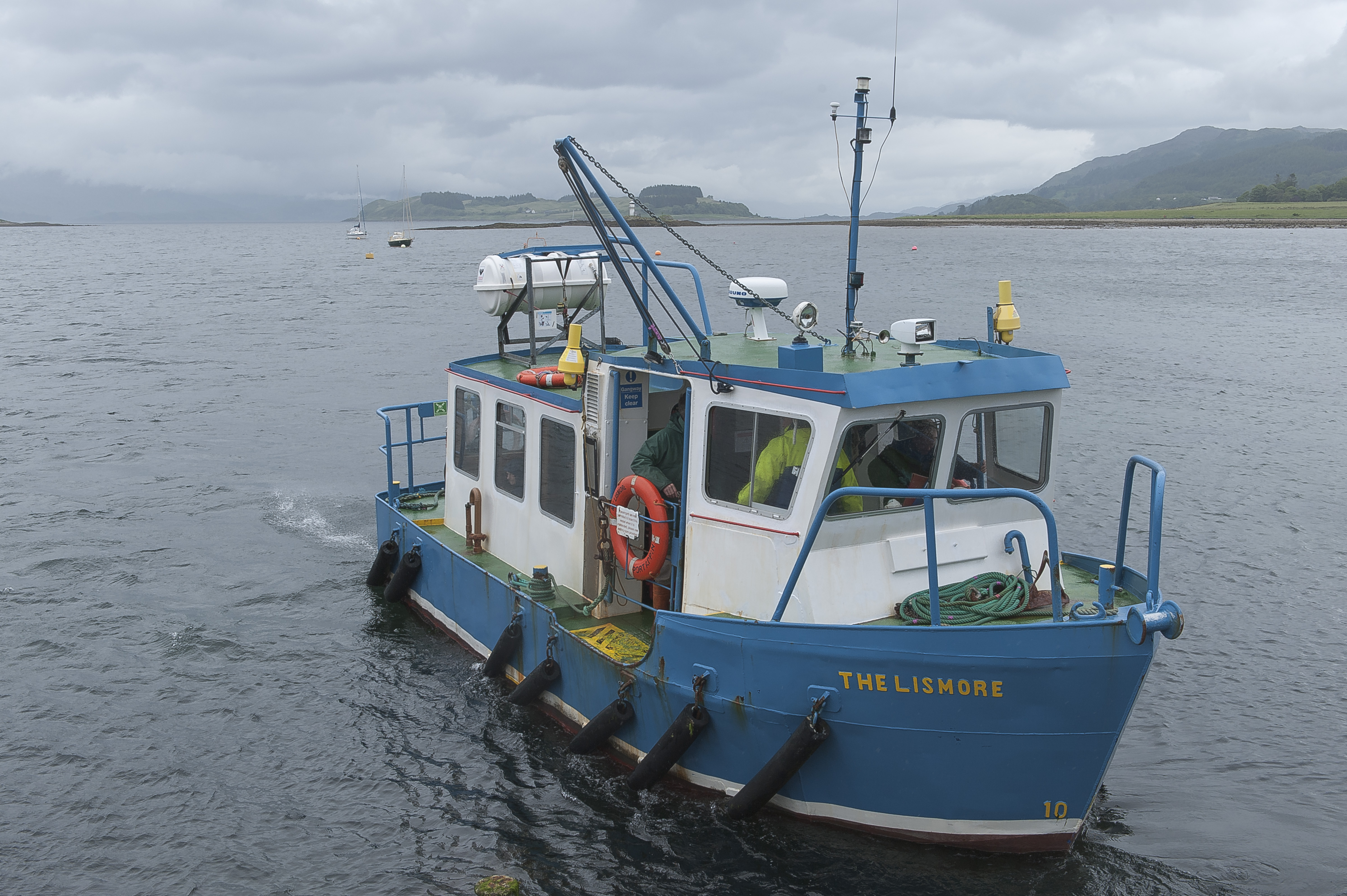
Personenfähre bei Port Appin

Einziger öffentlicher Zugang sind eine Autofähre von Oban nach Achnacroish, die mehrmals täglich zur Insel fährt, und eine Personenfähre von Port Appin nach Lismore Point (oder Port Ramsay an der Nordspitze), die täglich außer Sonntag jeweils zur vollen Stunde fährt.

### Bildung
Die Insel hat eine Grundschule, die von der ersten bis zur sechsten Klasse reicht, mit integriertem Kindergarten. Insgesamt besuchten 2007 rund zehn Kinder die Einrichtung. Die Schule wird von zwei Lehrkräften und einer Kindergärtnerin betrieben.

### Gesundheit
Anders als viele andere schottischen Inseln hat Lismore eine Gemeindekrankenschwester, die täglich ihre Sprechstunde abhält. Sie hat Sonderbefugnisse, die sie dazu berechtigen, Rezepte auszustellen.

### Internet-Pilotprojekt Digital Communities
Die regionalen Behörden versuchen, der Abwanderung entgegenzuwirken. Hierzu wurde im Jahr 2002 das Projekt Digital Communities ins Leben gerufen. Auf 13 schottischen Inseln, darunter Lismore, erhielten die Bewohner kostenlos einen voll ausgerüsteten Computer sowie einen Internetanschluss. Dies soll die Isolation reduzieren und neue Arbeitsplätze schaffen. 75 Computer wurden auf Lismore ausgegeben, darunter die Mehrzahl an Menschen, die vorher noch nie mit einem Computer gearbeitet hatten. Einige Zuzüge und neue Arbeitsplätze über das Internet sind durch das Projekt zu verzeichnen. Das Gesundheitssystem profitiert am meisten davon, da durch die DSL-Leitungen auch Videokonferenzen mit Ärzten auf dem Festland möglich sind. Das verhindert in vielen Fällen, dass ein Arztbesuch auf dem Festland, für den mehrere Tage einkalkuliert werden müssten, nötig wird.
Kritiker des Projekts sehen die Vorteile allerdings eher bei den Sponsoren HP, Microsoft und BT, die durch das Projekt mehr Nutzer gewonnen und damit auch höhere Einnahmen haben. Die Abwanderung jüngerer Inselbewohner konnte durch das Projekt nicht gestoppt werden.
Das langfristige Ziel des Projekts besteht in der Vernetzung des Bildungswesens, um so Unterricht online anbieten zu können und die bisher notwendige Abwanderung zum Besuch einer Oberschule unnötig zu machen. Erste Lehrmaterialien sind schon verfügbar.

## Sehenswürdigkeiten
Neben den Cairns, Duns und dem Broch gibt es drei mittelalterliche Burgruinen. Auf der Insel befindet sich ein Heimatmuseum.